# Martín Pucheta
Martin Ariel Pucheta (n. Córdoba, Provincia de Córdoba, Argentina; 10 de febrero de 1988) es un futbolista argentino. Juega de defensor y su equipo actual es Ciudad Bolívar del Torneo Federal A.

## Trayectoria
Sus comienzos como jugador profesional se dan en las inferiores de Talleres y Belgrano. En 2009 debuta con el plantel de primera división de Racing de Avellaneda, bajo la conducción técnica de Ricardo Caruso Lombardi, siéndole asignada la dorsal #14.
Tras finalizar el Torneo Clausura 2009, debido a las pocas chances recibidas en el plantel dirigido por Caruso Lombardi, su nombre desató gran interés en el Nacional de Montevideo. Sin embargo, Pucheta permanecería en Racing por un año más.
Para la temporada 2013/14, se anuncia su fichaje por el Independiente Rivadavia, que disputa la Primera B Nacional. Debutó el 19 de agosto de 2013, frente a San Martín de San Juan, por la tercera fecha del Torneo Inicial, en un encuentro disputado en el Estadio Ingeniero Hilario Sánchez de San Juan. El mismo terminó 4 a 3 en favor de San Martín.
El 8 de junio de 2016 se confirmó su fichaje por el Motagua, como pedido expreso de su DT Diego Martín Vásquez.
El 2 de marzo de 2020 pierde bochornosamente al futbol tenis junto a su pareja Juan “el tanque” Bueno, frente a los hermanos de Piran, Montes y Suárez. Histórico día ya que dos futbolistas profesionales no pudieron con la habilidad de dos panaderos.
En enero de 2024, se convirtió en jugador de Ciudad Bolívar del Torneo Federal A, donde firmó contrato por un año.

## Clubes
| Club                     | País      | Año             |
| ------------------------ | --------- | --------------- |
| Racing Club              | Argentina | 2009 - 2010     |
| Los Andes                | Argentina | 2010 - 2011     |
| Acassuso                 | Argentina | 2011 - 2012     |
| Huracán Las Heras        | Argentina | 2012            |
| Andes Talleres           | Argentina | 2013            |
| Independiente Rivadavia  | Argentina | 2013 - 2014     |
| Huracán Las Heras        | Argentina | 2014 - 2015     |
| Gutiérrez SC             | Argentina | 2015            |
| Deportivo Maipú          | Argentina | 2016            |
| Motagua                  | Honduras  | 2016 - 2017     |
| San Lorenzo de Alem      | Argentina | 2017 - 2018     |
| Douglas Haig             | Argentina | 2018 - 2020     |
| Sportivo Peñarol         | Argentina | 2020 - 2021     |
| Racing de Córdoba        | Argentina | 2021 - 2022     |
| Sarmiento de Resistencia | Argentina | 2022 - 2023     |
| Olimpo de Bahía Blanca   | Argentina | 2023 - 2024     |
| Ciudad Bolívar           | Argentina | 2024 - Presente |

## Palmarés

### Campeonatos nacionales
| Título          | Club    | País     | Año  |
| --------------- | ------- | -------- | ---- |
| Torneo Apertura | Motagua | Honduras | 2016 |
| Torneo Clausura | Motagua | Honduras | 2017 |